# Bezos
Bezos (con algunas otras variantes, como por ejemplo Besos o Buzos) es un apellido español. El apellido procede de Palazuelo de Vedija, un pueblo en el noroeste de la provincia de Valladolid.

## Personas notables
- Emma Bezos (1967–), exjugadora española de baloncesto
- Jeff Bezos (1964–), empresario estadounidense
- Joaquín Bezos (19??–19??), exfutbolista argentino